# Bibles de Beecher
Pour les articles homonymes, voir Beecher.
 (septembre 2018).
Si vous disposez d'ouvrages ou d'articles de référence ou si vous connaissez des sites web de qualité traitant du thème abordé ici, merci de compléter l'article en donnant les références utiles à sa vérifiabilité et en les liant à la section « Notes et références ».
Les Bibles de Beecher désignent les fusils Sharps envoyés par l'ecclésiastique et écrivain américain Henry Ward Beecher (1813-1887) aux abolitionnistes, en 1854, lors de la croisade du Kansas en organisant des souscriptions.
Farouche opposant à l'esclavage, il leva à plusieurs reprises des fonds au moment des troubles du Kansas, qui virent les Border Ruffians attaquer les villes créées par les abolitionnistes. Ses envois de caisses de « bibles » contenaient en réalité des fusils et des carabines Sharps, d'où le surnom de « bibles de Beecher » qui est resté attaché à ces armes. 
Henry Ward Beecher était le frère d'Harriet Beecher Stowe, autre icône de la lutte anti-esclavagiste, dont le roman, La Case de l'oncle Tom, a fait le tour du monde.